# Florencio Tenev
Florencio Tenev (Presidencia Roque Sáenz Peña, 2 de junio de 1939 - Resistencia, 13 de noviembre de 1999) fue un abogado y político argentino, gobernador de la provincia del Chaco entre 1983 y 1987.

## Biografía
Proveniente de una familia de origen búlgaro, su hermano Carlos Tenev también fue político. En su juventud fue militante de la Juventud Peronista.
Fue ministro de gobierno del gobernador Felipe Bittel en 1973.
El Decreto 67/84 reglamentó la Ley 6003 de Policía Sanitaria Animal que  declaró obligatorio para propietarios y arrendatarios de campos, la lucha contra las especies zoológicas declaradas plagas para la ganadería. Disposiciones que estuvieron acompañadas te campañas de divulgación, encuestas, asesoramientos, impulsó el Plan de Desarrollo Agropecuario en el interior provincial
n 1984, fue finalizado el atlas de suelos de la región. Además, fue proyectado un complejo industrial algodonero. Encharata fueron concluidas tas obras de riego que beneficiaron a 1.400 ha. El 6 de marzo de 1985 se vivió el gran acontecimiento de inauguración del sistema Riel-NEA de 500 KVA conectando Santo Tomé con Puerto Bastiani.
Tras ganar las elecciones internas de su partido ajustadamente, Tenev fue elegido gobernador en 1983, asumiendo su cargo en diciembre de ese año. Durante su gestión debió gobernar en constantes negociaciones con el principal partido opositor, la Unión Cívica Radical, que tenía la misma cantidad de legisladores que el oficialismo (16 a 16). Incluso los dos senadores que se eligieron en la provincia debieron ser repartidos entre ambos partidos, asumiendo así los dirigentes históricos Deolindo Felipe Bittel y Luis León. Tenev incluyó algunos dirigentes radicales en su equipo de gobierno, y negociando con el presidente Raúl Alfonsín logró un significativo aumento de la coparticipación federal para su provincia.
Sucesivos enfrentamientos con los radicales llevarían a la definitiva ruptura, tras las duras acusaciones del gobernador a la política económica nacional.
Durante su gestión se creó el Instituto del Aborigen Chaqueño, en el año 1987.
En 1995 fue nuevamente candidato a gobernador de su provincia, pero si bien venció a Ángel Rozas en la primera vuelta, fue vencido por este en la segunda. En sus últimos años se dedicó a la abogacía en forma privada, y a la administración de varias explotaciones agropecuarias.
Falleció en Resistencia el 13 de noviembre de 1999.